# Abigél Joó
Abigél Joó (Budapeste, 6 de agosto de 1990) é uma judoca húngara.
Ela competiu nos Jogos Olímpicos de 2012 e 2016 na categoria até 78 kg.